# Тапіо Лево
Тапіо Лево (фін. Tapio Levo, нар. 24 вересня 1956, Порі) — фінський хокеїст, що грав на позиції захисника. Грав за збірну команду Фінляндії. Учасник Олімпіади-80 у Лейк-Плесіді.

## Ігрова кар'єра
Хокейну кар'єру розпочав на батьківщині 1972 року виступами за команду «Ессят».
1975 року був обраний на драфті НХЛ під 139-м загальним номером командою «Піттсбург Пінгвінс».
Протягом професійної клубної ігрової кар'єри, що тривала 22 років, захищав кольори команд «Ессят», ГПК, «Юнккаріт» (Калайокі), «Колорадо Рокіз», «Нью-Джерсі Девілс».
Загалом провів 107 матчів у НХЛ.
У Фінляндії двічі визнавався кращим захисником сезону — 1984 і 1985 («Нагорода Пекки Раутакалліо»).
Був гравцем молодіжної збірної Фінляндії, у складі якої брав участь у 10 іграх. Виступав за дорослу збірну Фінляндії, на головних турнірах світового хокею провів 58 ігор в її складі.

## Досягнення
- Чемпіон Фінляндії (1): 1978
- Віце-чемпіон Фінляндії (4): 1979, 1980, 1984, 1993

## Статистика
Клубні виступи:
| Сезон              | Клуб                | Ліга               | Регулярний сезон | Регулярний сезон | Регулярний сезон | Регулярний сезон | Регулярний сезон | Плей-оф | Плей-оф | Плей-оф | Плей-оф | Плей-оф |
| Сезон              | Клуб                | Ліга               | І                | Г                | П                | О                | ШХ               | І       | Г       | П       | О       | ШХ      |
| ------------------ | ------------------- | ------------------ | ---------------- | ---------------- | ---------------- | ---------------- | ---------------- | ------- | ------- | ------- | ------- | ------- |
| 1975–76            | «Ессят»             | СМ-Л               | 36               | 12               | 8                | 20               | 47               | 4       | 0       | 1       | 1       | 6       |
| 1976–77            | «Ессят»             | СМ-Л               | 36               | 12               | 7                | 19               | 34               | —       | —       | —       | —       | —       |
| 1977–78            | «Ессят»             | СМ-Л               | 36               | 8                | 11               | 19               | 32               | 9       | 2       | 1       | 3       | 12      |
| 1978–79            | «Ессят»             | СМ-Л               | 36               | 15               | 6                | 21               | 34               | 8       | 7       | 2       | 9       | 20      |
| 1979–80            | «Ессят»             | СМ-Л               | 30               | 11               | 9                | 20               | 55               | 7       | 6       | 3       | 9       | 4       |
| 1980–81            | «Ессят»             | СМ-Л               | 36               | 16               | 7                | 23               | 38               | 2       | 1       | 1       | 2       | 4       |
| 1981–82            | «Колорадо Рокіз»    | НХЛ                | 34               | 9                | 13               | 22               | 14               | —       | —       | —       | —       | —       |
| 1982–83            | «Нью-Джерсі Девілс» | НХЛ                | 73               | 7                | 40               | 47               | 22               | —       | —       | —       | —       | —       |
| 1983–84            | «Ессят»             | СМ-Л               | 34               | 9                | 20               | 29               | 52               | 9       | 4       | 7       | 11      | 16      |
| 1984–85            | «Ессят»             | СМ-Л               | 36               | 20               | 22               | 42               | 26               | 8       | 1       | 3       | 4       | 16      |
| 1985–86            | «Ессят»             | СМ-Л               | 35               | 15               | 20               | 35               | 34               | —       | —       | —       | —       | —       |
| 1986–87            | «Ессят»             | СМ-Л               | 44               | 22               | 17               | 39               | 26               | —       | —       | —       | —       | —       |
| 1987–88            | «Ессят»             | СМ-Л               | 44               | 15               | 23               | 38               | 38               | —       | —       | —       | —       | —       |
| 1988–89            | «Ессят»             | СМ-Л               | 43               | 21               | 21               | 42               | 28               | —       | —       | —       | —       | —       |
| 1989–90            | «Ессят»             | Д-1                | 44               | 32               | 47               | 79               | 33               | 3       | 0       | 5       | 5       | 2       |
| 1990–91            | «Ессят»             | СМ-Л               | 39               | 10               | 23               | 33               | 28               | —       | —       | —       | —       | —       |
| 1991–92            | «Ессят»             | СМ-Л               | 44               | 9                | 16               | 25               | 36               | 8       | 1       | 3       | 4       | 8       |
| 1992–93            | «Юнккаріт»          | Д-1                | 26               | 11               | 21               | 32               | 41               | —       | —       | —       | —       | —       |
| 1992–93            | ГПК                 | СМ-Л               | 17               | 1                | 3                | 4                | 2                | 5       | 0       | 1       | 1       | 0       |
| Усього у Фінляндії | Усього у Фінляндії  | Усього у Фінляндії | 546              | 196              | 213              | 409              | 510              | 60      | 22      | 22      | 44      | 86      |
| Усього в НХЛ       | Усього в НХЛ        | Усього в НХЛ       | 107              | 16               | 53               | 69               | 36               | 0       | 0       | 0       | 0       | 0       |

Збірна:
| Рік                | Команда            | Турнір             | І  | Г  | П  | О  | ШХ |
| ------------------ | ------------------ | ------------------ | -- | -- | -- | -- | -- |
| 1973               | Фінляндія          | ЮЧЄ                | 5  | 0  | 3  | 3  | 2  |
| 1975               | Фінляндія          | МЧС                | 5  | 1  | 2  | 3  | 7  |
| 1976               | Фінляндія          | ЧС                 | 10 | 1  | 0  | 1  | 6  |
| 1976               | Фінляндія          | КК                 | 4  | 1  | 2  | 3  | 2  |
| 1978               | Фінляндія          | ЧС                 | 10 | 2  | 0  | 2  | 2  |
| 1980               | Фінляндія          | ОІ                 | 4  | 1  | 4  | 5  | 2  |
| 1981               | Фінляндія          | ЧС                 | 8  | 4  | 4  | 8  | 10 |
| 1981               | Фінляндія          | КК                 | 5  | 0  | 1  | 1  | 2  |
| 1982               | Фінляндія          | ЧС                 | 7  | 2  | 1  | 3  | 4  |
| 1983               | Фінляндія          | ЧС                 | 10 | 4  | 1  | 5  | 6  |
| Молодіжна збірна   | Молодіжна збірна   | Молодіжна збірна   | 10 | 1  | 5  | 6  | 9  |
| Національна збірна | Національна збірна | Національна збірна | 58 | 15 | 13 | 28 | 34 |